# 210

210(이백십)은 209보다 크고 211보다 작은 자연수다.

## 수학
- 합성수로, 그 약수는 총 16개다. (1, 2, 3, 5, 6, 7, 10, 14, 15, 21, 30, 35, 42, 70, 105, 210)
  - 210의 진약수의 합은 366이므로, 210은 과잉수다.
  - 제곱 인수가 없는 11번째 과잉수다. 이 성질을 지닌 앞의 수는 186, 다음 수는 222이다. (OEIS의 수열 A087248)
- 12번째 불가촉수다. 앞의 불가촉수는 206, 다음은 216이다.
- 20번째 삼각수다. 앞의 삼각수는 190, 다음 삼각수는 231이다.
- 12번째 오각수다. 앞의 오각수는 176, 다음 오각수는 247이다.
- 7번째 오포체수다. 앞의 오포체수는 126, 다음은 330이다.
- {\displaystyle 210=103+107}
  - 연속하는 두 소수(素數)의 합으로 나타낼 수 있으며, 이 성질을 지닌 앞의 수는 204, 다음 수는 216이다.
- {\displaystyle 210=13+17+19+23+29+31+37+41}
  - 연속하는 소수(素數) 8개의 합으로 나타낼 수 있으며, 이 성질을 지닌 앞의 수는 180, 다음 수는 240이다.
- {\displaystyle 210=14\times 15}
  - 연속하는 두 자연수의 곱으로 나타낼 수 있으며, 이 성질을 지닌 앞의 수는 182, 다음 수는 240이다.
- {\displaystyle 210=5\times 6\times 7}
  - 연속하는 세 자연수의 곱으로 나타낼 수 있으며, 이 성질을 지닌 앞의 수는 120, 다음 수는 336이다.
- {\displaystyle 210=2\times 3\times 5\times 7}
  - 처음 네 소수(素數) 2, 3, 5, 7의 곱으로, 연속하는 네 소수의 곱으로 나타낼 수 있는 가장 작은 수다. 이 성질을 지닌 다음 수는 1155다.
- {\displaystyle 210=5^{2}+8^{2}+11^{2}}
  - 공차가 3인 세 자연수의 제곱합으로 나타낼 수 있는 수다. 이 성질을 지닌 앞의 수는 165, 다음 수는 261이다.
- {\displaystyle 29^{2}-1}은 210으로 나누어떨어진다.

## 과학
- NGC 210: 고래자리 방향에 있는 막대나선은하.

## 교통

### 철도
- 서울 지하철 2호선 뚝섬역의 역번호.
- 부산 도시철도 2호선 금련산역의 역번호.
- 대구 도시철도 2호선은 210번 역이 없고, 216번부터 시작한다.

### 도로
- 고속도로 및 국도
  - 아우토반 210호선(영어판, 독일어판): 독일의 고속도로.
  - 일본 210번 국도: 후쿠오카현 구루메시에서 오이타현 오이타시까지 이어지는 일본의 국도.
- 기타 도로
  - 현도 제210호선

## 군사
- U-210(영어판, 독일어판): 제2차 세계 대전에 사용된 나치 독일의 군용 잠수함.

## 문화유산
- 대한민국의 국보 제210호: 감지은니불공견삭신변진언경 권13
- 대한민국의 보물 제210호: 안동 도산서원 전교당
- 대한민국의 사적 제210호: 양주 온릉

## 방송
- 스카이라이프의 IB 스포츠 채널 번호.
- U+ TV에서 프랑스 공영 방송인 TV5MONDE의 채널 번호.
- B tv 케이블의 연합뉴스TV JOB 채널 번호.

## 기타
- 날짜: 2월 10일
- 연도: 210년, 기원전 210년
- 210년대
- 한국십진분류법에서 비교종교에 관한 책들이 분류되는 번호.